# Seddera repens
Seddera repens är en vindeväxtart som beskrevs av Hallier f. Seddera repens ingår i släktet Seddera och familjen vindeväxter. Inga underarter finns listade i Catalogue of Life.